# Danny Blanchflower
Robert Dennis "Danny" Blanchflower (10 de febrero de 1926 - 9 de diciembre de 1993) fue un futbolista internacional con la selección de Irlanda del Norte, entrenador y periodista. Como jugador capitaneó al Tottenham Hotspur F.C. durante la victoriosa temporada de 1961 en la que ganaron el título de liga y la FA Cup. En 2009, el periódico The Times lo eligió como el mejor jugador de la historia del Tottenham. Fue también escogido en 1958 y 1961 como mejor futbolista del año en Inglaterra por la FWA (Football Writers' Association).
Entre 1949 y 1963 disputó 56 partidos con la selección de Irlanda del Norte, en muchas ocasiones junto a su hermano Jackie Blanchflower. En el año 1958 capitaneó la selección que llegó a cuartos de final en la copa mundial de fútbol de Suecia, siendo incluido dentro de la selección ideal de ese mundial, según la FIFA. Como entrenador dirigió la selección de Irlanda del Norte en 1978 y al Chelsea F.C. entre 1978 y 1979.  En 1988 fue incluido dentro de la lista de 100 leyendas del fútbol inglés.
El 1 de mayo de 1990, Tottenham celebró un partido de testimonios para él White Hart Lane, pero en esta etapa sería diagnosticado con la enfermedad de Alzheimer y enfermedad de Parkinson. Finalmente fue internado en un asilo de ancianos de Cobham, donde murió a consecuencia de una neumonía el 9 de diciembre de 1993, a la edad de 67 años.[cita requerida]

## Equipos
| Club              | País              | Año       |
| ----------------- | ----------------- | --------- |
| Glentoran         | Irlanda del Norte | 1946–1949 |
| Barnsley          | Inglaterra        | 1949–1951 |
| Aston Villa       | Inglaterra        | 1951–1954 |
| Tottenham Hotspur | Inglaterra        | 1954–1964 |